# Fontanna Jupitera w Ołomuńcu

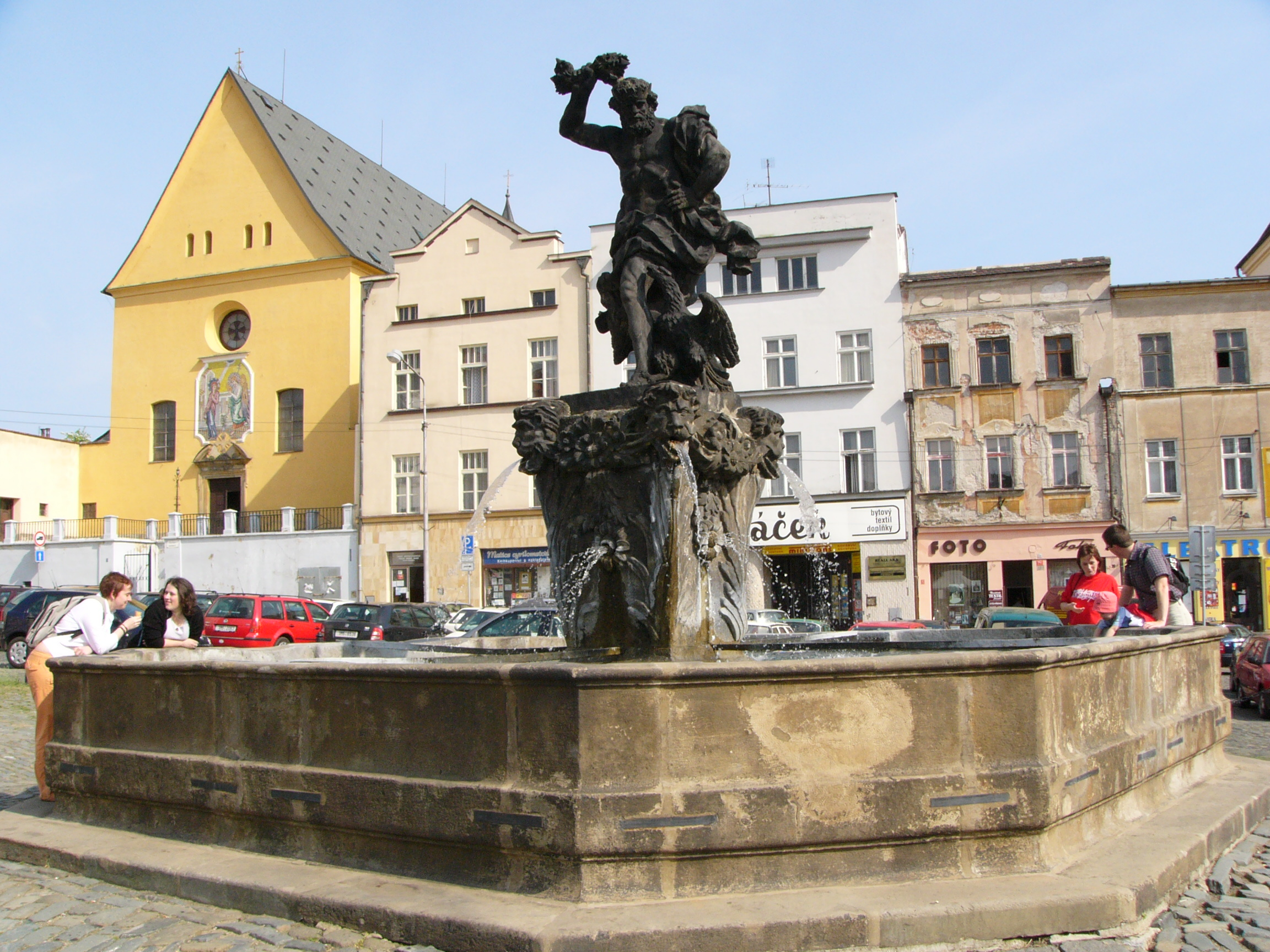
Fontanna Jupitera w Ołomuńcu

Fontanna Jupitera (czes. Jupiterova kašna) – zabytkowa  fontanna znajdująca się na Dolnym Rynku (czes. Dolní náměstí) w mieście Ołomuniec w Czechach. Najmłodsza z grupy siedmiu barokowych fontann w tym mieście.
Powstała w 1735 r. Autorem zdobiącej ją kompozycji rzeźbiarskiej jest pochodzący z Tyrolu artysta Philipp Sattler. Centralna rzeźba przedstawia postać „ojca” rzymskich bogów – Jupitera (czyli Jowisza) z wiązką piorunów w prawej, wzniesionej ręce. U jego stóp widzimy chroniącego się orła z rozpostartymi skrzydłami – symbol Ołomuńca. Cała grupa ustawiona jest na kamiennym postumencie o kwadratowym przekroju. Z ust ludzkich głów, stylizowanych na lwie paszcze, usytuowanych na narożnikach oraz z rozet, usytuowanych na bokach postumentu, tryska woda.
Postument, wyraźnie zbyt duży dla obecnej rzeźby, jest od niej starszy, powstał w 1707 r. Stała na nim rzeźba św. Floriana, autorstwa ołomunieckiego mistrza kamieniarskiego i rzeźbiarza W. Rendera. W związku z tym, że nie pasowała ona do barokowego zestawu miejskich fontann, nawiązującego do wątków antycznych, została przeniesiona w 1735 r. na dziedziniec twierdzy w Skrbeni.